# Mauretania Caesariensis

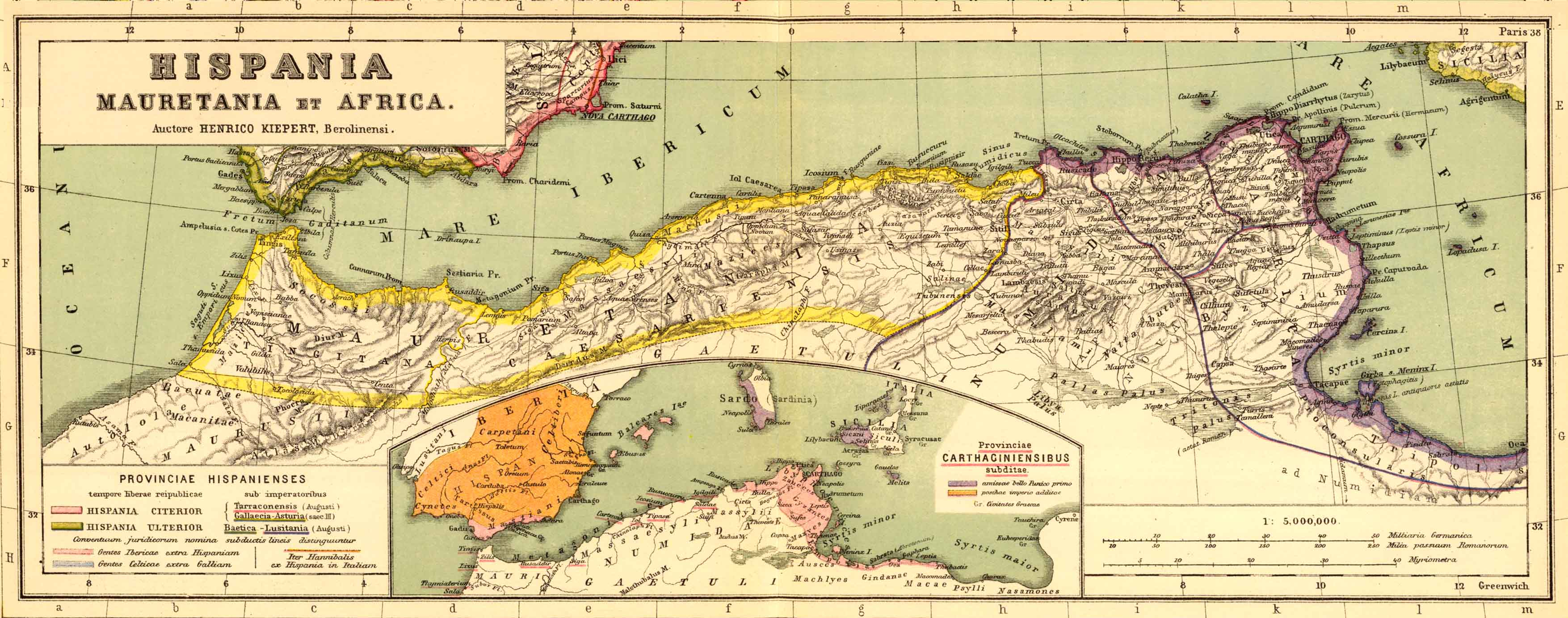
Harta Mauretaniei Caesariensis şi a Mauretaniei Tingitana

În secolul I d.Hr., împăratul roman Claudius a împărțit provincia cea mai vestică din Africa, numită Mauretania (pământul mauri), în Mauretania Caesariensis și Mauretania Tingitana.
Caesariensis era cea mai estică din aceste două provincii, aflată în principal în Algeria de astăzi, și având capitala la Caesaria (de unde numele Caesariensis; unul dintre multele orașe numite după porecla imperială) astăzi Cherchell.
Principalele bunuri exportate constau în vopselele de purpură și în cherestea; în plus, berberii sau maurii erau membri de elită ai armatei romane, în special în forțele de cavalerie ușoară. De aici provine unul dintre cei mai buni generali ai lui Traian, Lusius Quietus și împăratul Macrinus.